# Камыстыаят
Камыстыаят (Камысты-Аят, Камышлы-Аят, Камышлыаят) — река протекает по территории России и Казахстана, в Челябинской области и Костанайской области соответственно. Устье реки находится в 16 км по правому берегу реки Арчаглы-Аят. Длина реки составляет 145 км, площадь водосборного бассейна — 2990 км².

## Данные водного реестра
По данным государственного водного реестра России относится к Иртышскому бассейновому округу, водохозяйственный участок реки — Тобол от истока до впадения реки Уй, без реки Увелька, речной подбассейн реки — Тобол. Речной бассейн реки — Иртыш.
Код объекта в государственном водном реестре — 14010500212111200000454.